# Poa callosa
Poa callosa är en gräsart som beskrevs av Otto Stapf. Poa callosa ingår i släktet gröen, och familjen gräs. Inga underarter finns listade i Catalogue of Life.